# Dolicholister schedli
Dolicholister schedli är en skalbaggsart som beskrevs av Thérond 1957. Dolicholister schedli ingår i släktet Dolicholister och familjen stumpbaggar. Inga underarter finns listade i Catalogue of Life.